# Sở Khảo Liệt vương
Sở Khảo Liệt Vương (chữ Hán: 楚考烈王,310 TCN-238 TCN, trị vì 262 TCN-238 TCN), tên thật là Hùng Nguyên (熊元) hay Mị Nguyên (芈元), còn gọi là Hùng Hoàn (熊完), là vị vua thứ 42 của nước Sở - chư hầu nhà Chu trong lịch sử Trung Quốc.

## Làm con tin ở Tần
Hùng Nguyên là con của Sở Khoảnh Tương vương, vua thứ 41 của nước Sở. Năm 272 TCN, Sở Khoảnh Tương vương giảng hòa cùng nước Tần, cử Tả đồ đưa Hùng Nguyên sang Tần làm con tin. Ở nước Tần, Hùng Nguyên được Tần Chiêu Tương vương gả con gái, sau sinh ra Xương Bình quân.
Năm 263 TCN, ở nước Sở Sở Khoảnh Tương vương ốm nặng sắp mất. Tả đồ Hoàng Yết phụng mệnh đi sứ đón thái tử Hùng Nguyên về nối ngôi. Hoàng Yết lo vua Tần sẽ bắt giữ ông để đe dọa nước Sở, bèn nghĩ cách cho ông trốn về. Hoàng Yết bảo Hùng Nguyên giả làm người đánh xe của mình, còn người đánh xe giả làm Hoàng Yết, còn Hoàng Yết ở lại thay thế thái tử.
Nhờ mưu kế của Hoàng Yết, Hùng Nguyên trốn thoát được về nước. Ba tháng sau, Sở Tương vương qua đời, Hùng Nguyên lên nối ngôi, tức Sở Khảo Liệt vương. Cùng lúc đó ở nước Tần, Tần Chiêu Tương Vương tuy biết mưu của Hoàng Yết nhưng vẫn thả Hoàng Yết về để nước Sở mang ơn nước Tần.
Sở Khảo Liệt vương phong Hoàng Yết làm Lệnh doãn, ăn lộc ở đất Ngô, hiệu là Xuân Thân quân, đảm nhiệm mọi việc lớn nhỏ.

## Chống Tần

### Cứu Hàm Đan
Cùng năm 272 TCN, Sở Khảo Liệt vương lập lại hòa bình với nước Tần, dâng châu Vu cho Tần.
Năm 258 TCN, quân nước Tần đánh Triệu, bao vây Hàm Đan. Bình Nguyên quân Triệu Thắng đích thân sang Sở đề nghị Sở Khảo Liệt vương cứu Triệu.
Khi đến nước Sở, Bình Nguyên quân cùng Sở Khảo Liệt vương bàn chuyện rất lâu nhưng Sở Khảo Liệt vương vẫn chưa đồng ý. Mao Toại (người khách trong nhà Bình Nguyên quân) tiến lên uy hiếp Sở Khảo Liệt vương, rồi dùng lời lẽ phân tích lợi hại của việc bỏ hợp tung sẽ không chỉ hại nước Triệu mà còn hại cho nước Sở. Sở Khảo Liệt vương sợ hãi, vội cùng uống máu ăn thề và điều quân đi cứu Triệu. Sở cử tướng Cảnh Dương liên quân cùng Triệu và Ngụy, tiến đến Tân Trung, giải nguy cho Hàm Đan, buộc quân Tần rút lui.

### Dời đô Thọ Xuân
Năm 256 TCN, Sở Khảo Liệt vương cử Hoàng Yết mang quân diệt nước Lỗ, chiếm phía nam Sơn Đông. Cùng trong năm đó, Sở quốc định ước với các chư hầu và thiên tử nhà Chu cùng nhau phạt Tần, nhưng quân chư hầu cuối cùng không đánh mà tự tan. Sau vụ này, Tần vương cử binh tiến đánh Lạc Dương, tiêu diệt Tây Chu.
Năm 251 TCN, Tần Chiêu Tương vương qua đời. Khảo Liệt vương cử Hoàng Yết sang nước Tần điếu tang.
Mười năm sau (247 TCN), quân Tần vây hãm kinh đô Đại Lương của nước Ngụy. Sở Khảo Liệt vương cử quân liên hiệp với các nước Triệu, Hàn, Yên cứu Ngụy, đánh tan quân Tần ở Hà Ngoại, buộc quân Tần cố thủ không dám ra.
Năm 241 TCN, tướng Bàng Noãn nước Triệu khởi xướng việc hợp tung chống Tần, tôn Sở Khảo Liệt vương làm tung ước trưởng. Nhưng liên quân vừa tới Diêm Thị thì bị quân Tần đánh bại. Sau trận này, Sở Khảo Liệt Vương dời đô về Thọ Xuân để tránh xa nước Tần, đổi tên là Dĩnh. Hoàng Yết trả lại đất phong của mình ở Hoài Bắc cho vua Sở để làm bình phong cho kinh đô mới. Sở Khảo Liệt vương bèn đổi Hoài Bắc thành quận huyện trực thuộc, lấy vùng Giang Đông, gồm một dải Tô Châu phong cho Hoàng Yết.

## Qua đời và truyền ngôi
Sở Khảo Liệt vương lấy con gái Tần Chiêu Tương vương sinh Hùng Khải, sau khi ông về nước thì mẹ con Khải vẫn ở Tần. Đến khi lên ngôi, Khảo Liệt vương có một người con là Phụ Sô nhưng không lập làm thái tử. Sau Khảo Liệt vương tuổi đã cao, Hoàng Yết có người thiếp là Lý thị đang có mang, bèn học theo Lã Bất Vi mang Lý thị dâng cho ông để con mình được làm vua. Lý thị sinh đôi được hai người con trai là Hàn và Do, Sở Khảo Liệt vương lập Hãn làm thái tử.
Năm 238 TCN, Sở Khảo Liệt vương qua đời. Ông ở ngôi 25 năm. Xuân Thân quân định vào cung lập Hùng Hãn lên ngôi, Chu Anh khuyên Xuân Thân quân nên phòng bị vì Chu Anh ngờ vực Lý Viên (anh Lý thị) muốn phản Hoàng Yết. Tuy nhiên Hoàng Yết không nghe lời Chu Anh, tự mình vào cung và bị Lý Viên giết. Lý Viên tôn Hùng Hãn mới 7 tuổi làm vua, tức Sở U Vương.